# Ranunculus kuepferi
Ranunculus kuepferi là một loài thực vật có hoa trong họ Mao lương. Loài này được Greuter & Burdet miêu tả khoa học đầu tiên năm 1987.

## Hình ảnh

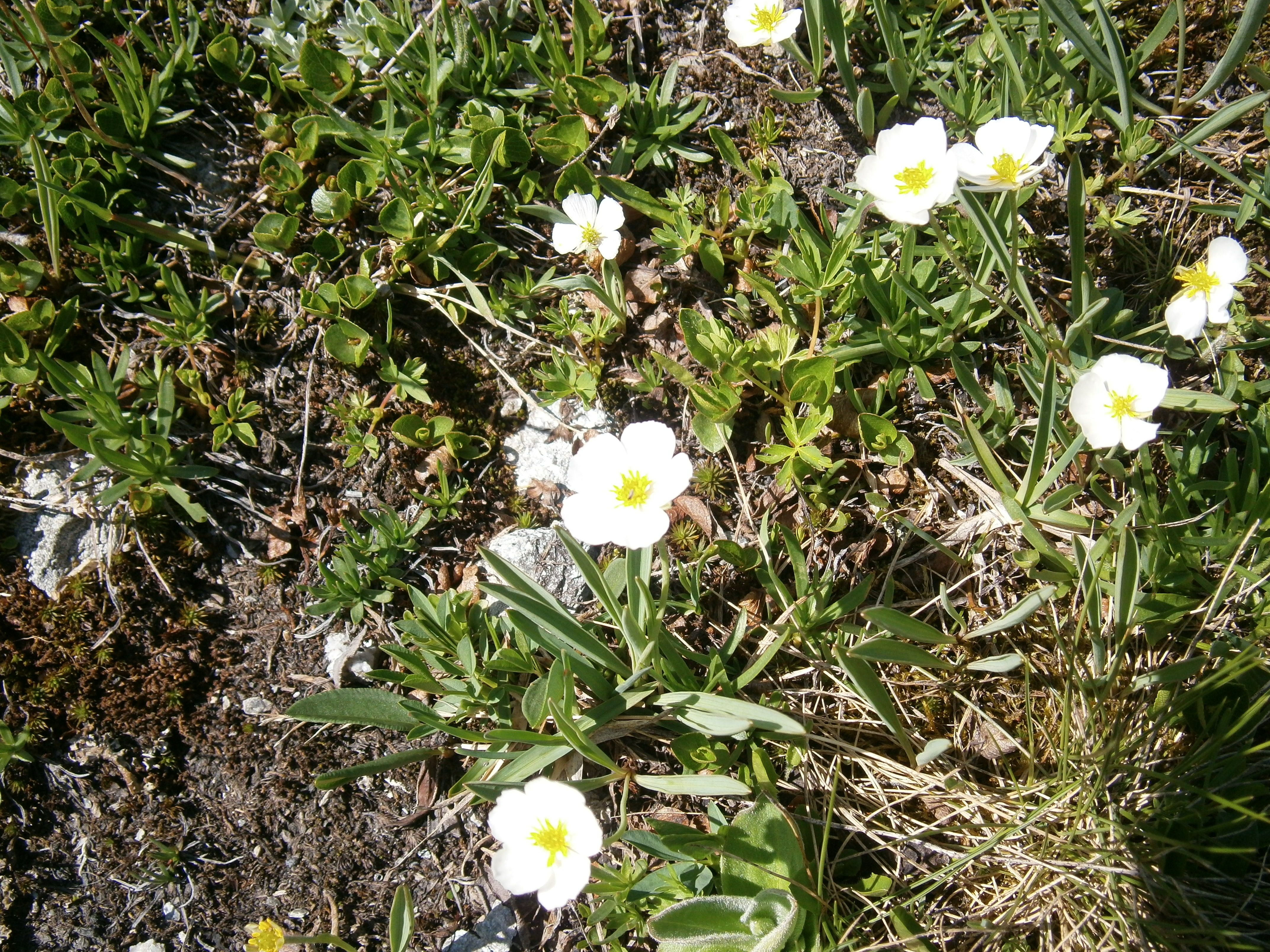
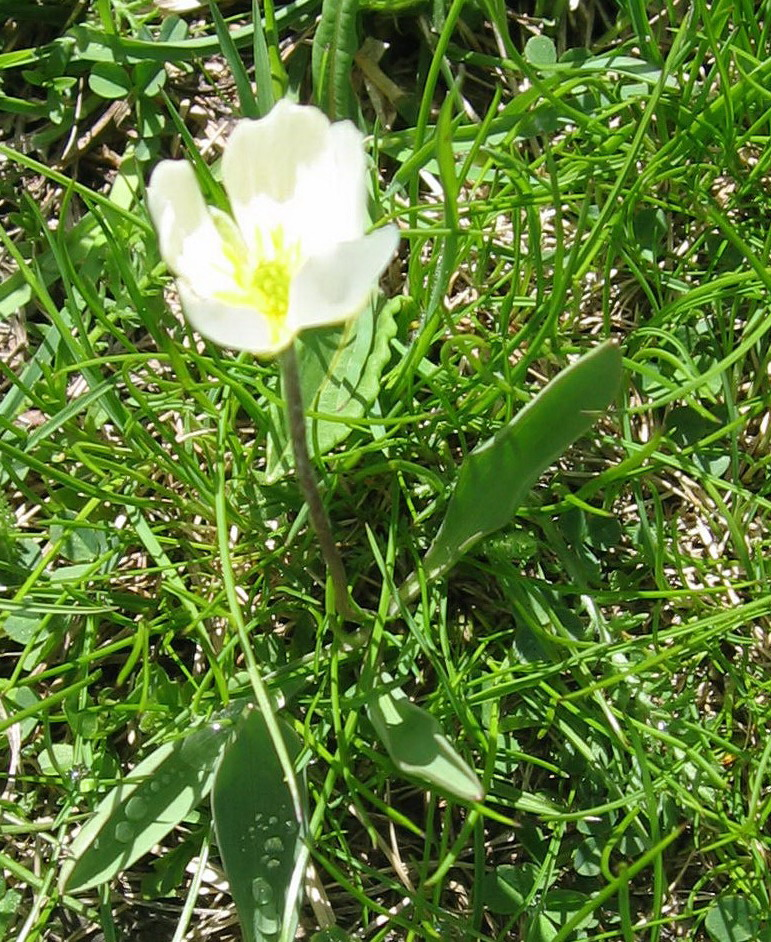
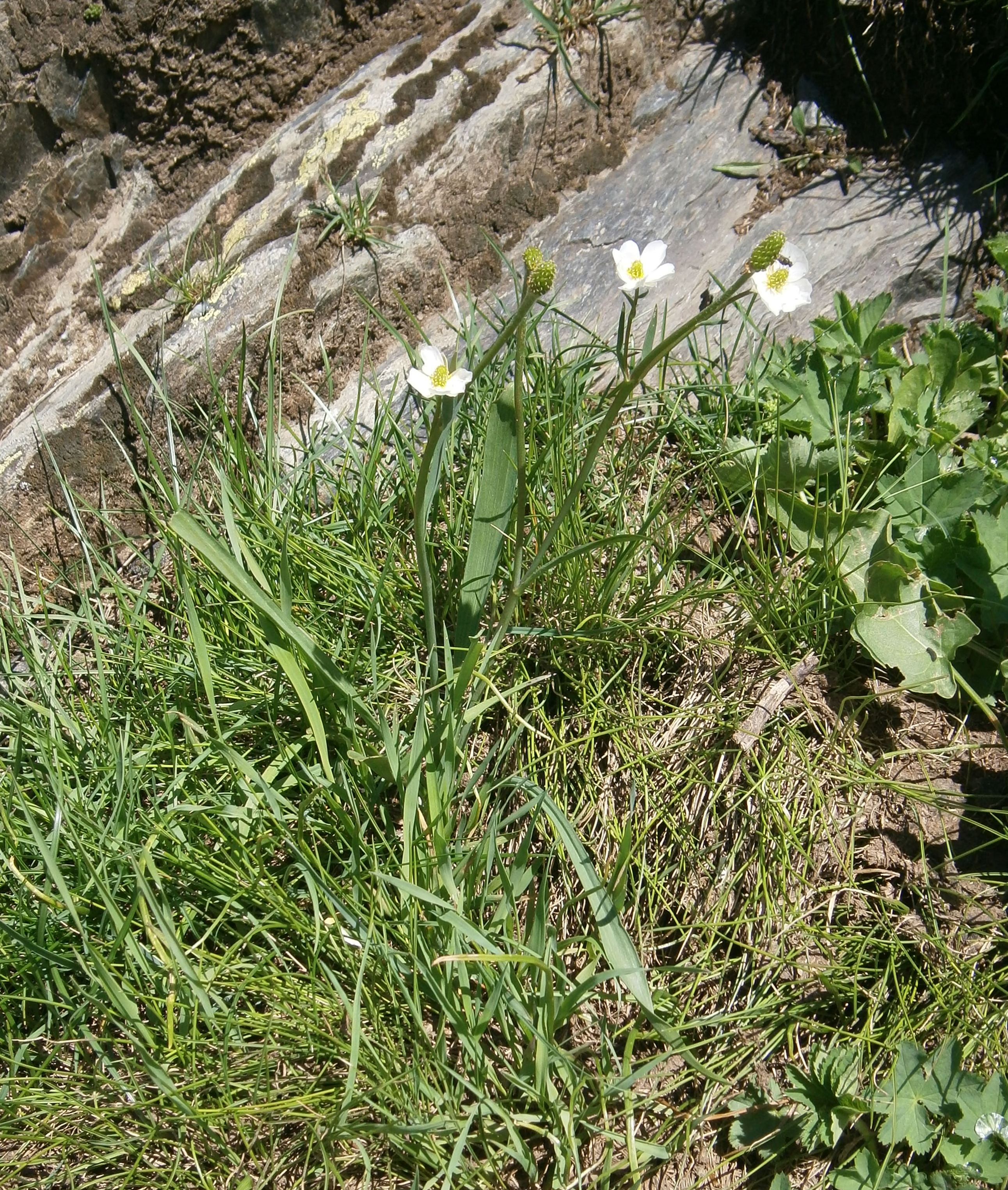
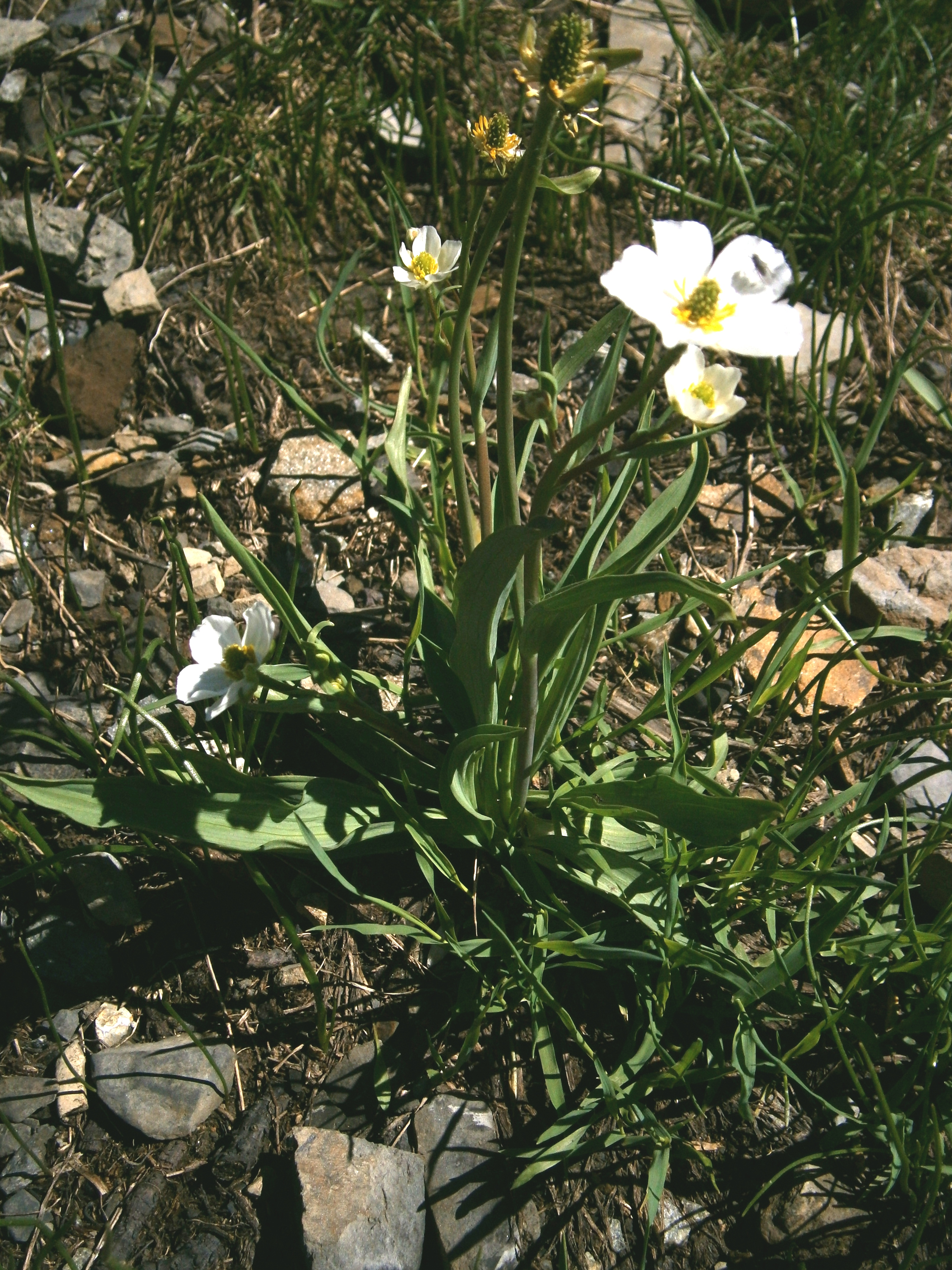